# Raión de Kírov (Donetsk)
Raión de Kirov (en ucraniano: Кіровський район) es un raión o distrito urbano de Ucrania, en la ciudad de Donetsk. 
Comprende una superficie de 68 km².

## Demografía
Según estimación 2010 contaba con una población total de 168046 habitantes.